# Rory Allen
Rory Allen (Beckenham, 17 ottobre 1977) è un ex calciatore inglese, di ruolo attaccante.

## Carriera
Ha giocato con Tottenham Hotspur, Luton Town e Portsmouth, nel quale si è trasferito per £1, 000, 000. Nel 2002 si ritira a causa di numerosi infortuni avuti durante la sua carriera, e per andare a vedere il cricket in Australia.